# پلیس‌های جن-وای
پلیس‌های جن-وای (انگلیسی: Gen-Y Cops) یک فیلم در ژانر علمی تخیلی و رزمی به کارگردانی بنی چان است که در سال ۲۰۰۰ منتشر شد.

## بازیگران
- ادیسون چن
- استیون فانگ
- سم لی
- پل راد
- مگی کیو
- کریستی چانگ
- وینسنت کک
- آنتونی وانگ
- اریک کات